# Нуайяль (Эна)
Нуайя́ль (фр. Noyales) — коммуна во Франции, находится в регионе Пикардия. Департамент коммуны — Эна. Входит в состав кантона Гиз. Округ коммуны — Вервен.
Код INSEE коммуны — 02563.

## Население
Население коммуны на 2010 год составляло 171 человек.
| 1962 | 1968 | 1975 | 1982 | 1990 | 1999 | 2010 |
| ---- | ---- | ---- | ---- | ---- | ---- | ---- |
| 215  | 185  | 176  | 161  | 153  | 141  | 171  |

## Экономика
В 2010 году среди 105 человек трудоспособного возраста (15—64 лет) 79 были экономически активными, 26 — неактивными (показатель активности — 75,2 %, в 1999 году было 66,7 %). Из 79 активных жителей работали 67 человек (36 мужчин и 31 женщина), безработных было 12 (5 мужчин и 7 женщин). Среди 26 неактивных 6 человек были учениками или студентами, 8 — пенсионерами, 12 были неактивными по другим причинам.